# Euxenica aptera
Euxenica aptera är en insektsart som beskrevs av Bruner, L. 1915. Euxenica aptera ingår i släktet Euxenica och familjen vårtbitare. Inga underarter finns listade i Catalogue of Life.